# Aufenthaltsgestattung

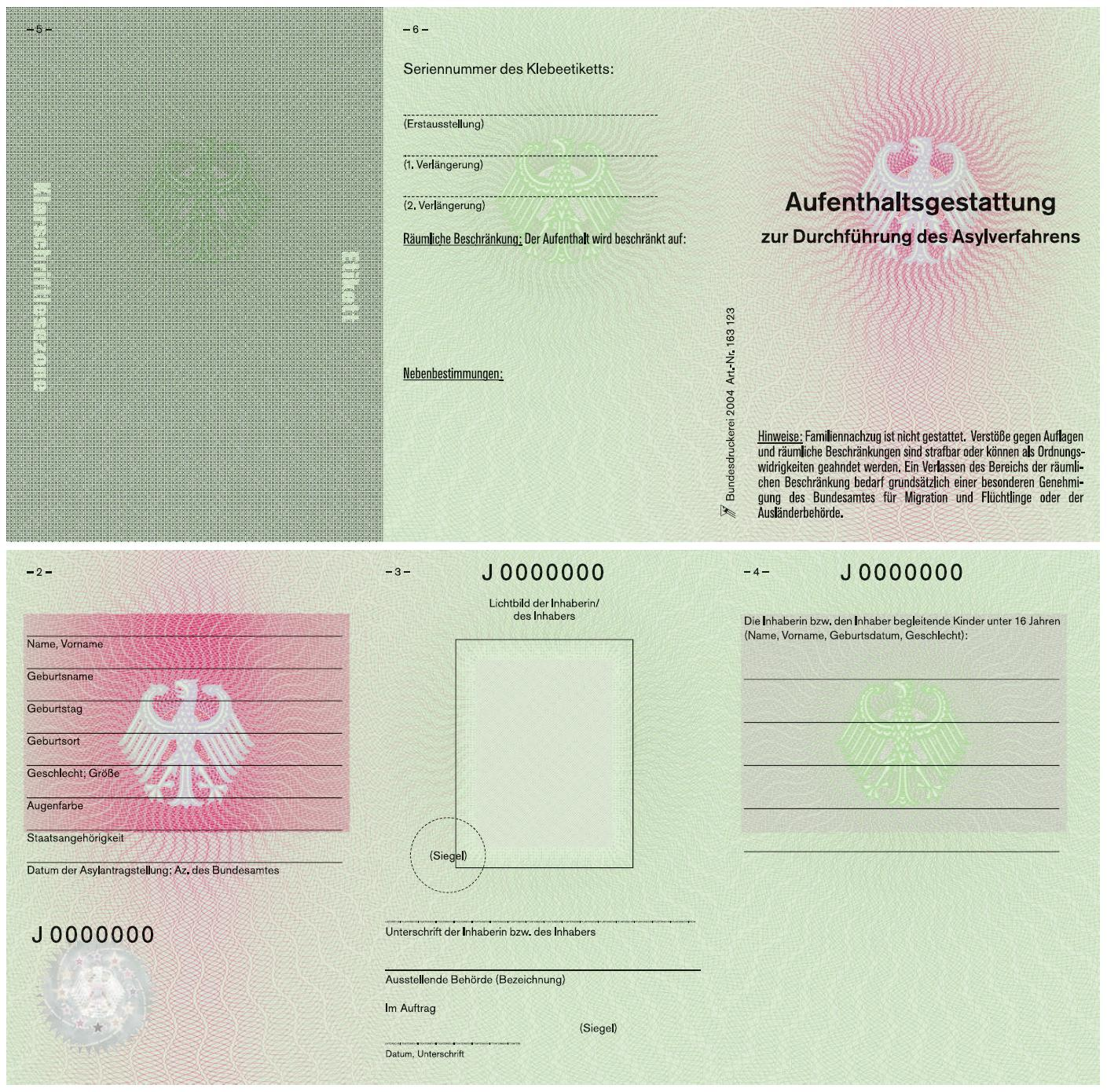
Vorder- und Rückseite des Trägervordrucks einer Aufenthaltsgestattung

Aufenthaltsgestattung nennt man das Recht, sich zur Durchführung eines Asylverfahrens nach den Maßgaben des Asylgesetzes (AsylG) in Deutschland aufhalten zu dürfen (§ 55 Abs. 1 AsylG). Aufenthaltsgestattung heißt zugleich die Bescheinigung, die Personen erhalten, die in Deutschland einen Asylantrag gestellt haben. Diese berechtigt Asylbewerber bis zum Abschluss des Asylverfahrens, also bis zur Entscheidung über den Asylantrag, in Deutschland zu leben und unter bestimmten Bedingungen zu arbeiten.

## Status
Die Aufenthaltsgestattung ist kein Aufenthaltstitel und begründet selbst keinen rechtmäßigen Aufenthalt im Sinne des Aufenthaltsgesetzes (AufenthG). Das Anwesenheitsrecht zur Durchführung des Asylverfahrens beruht bereits unmittelbar auf Art. 16a Grundgesetz. Wer das Bundesgebiet erreicht und sein Asylbegehren zum Ausdruck bringt, muss aufgenommen werden und erhält Gelegenheit, einen Asylantrag zu stellen. Die Bescheinigung über die Aufenthaltsgestattung hat daher bloßen Nachweischarakter.

## Betroffener Personenkreis

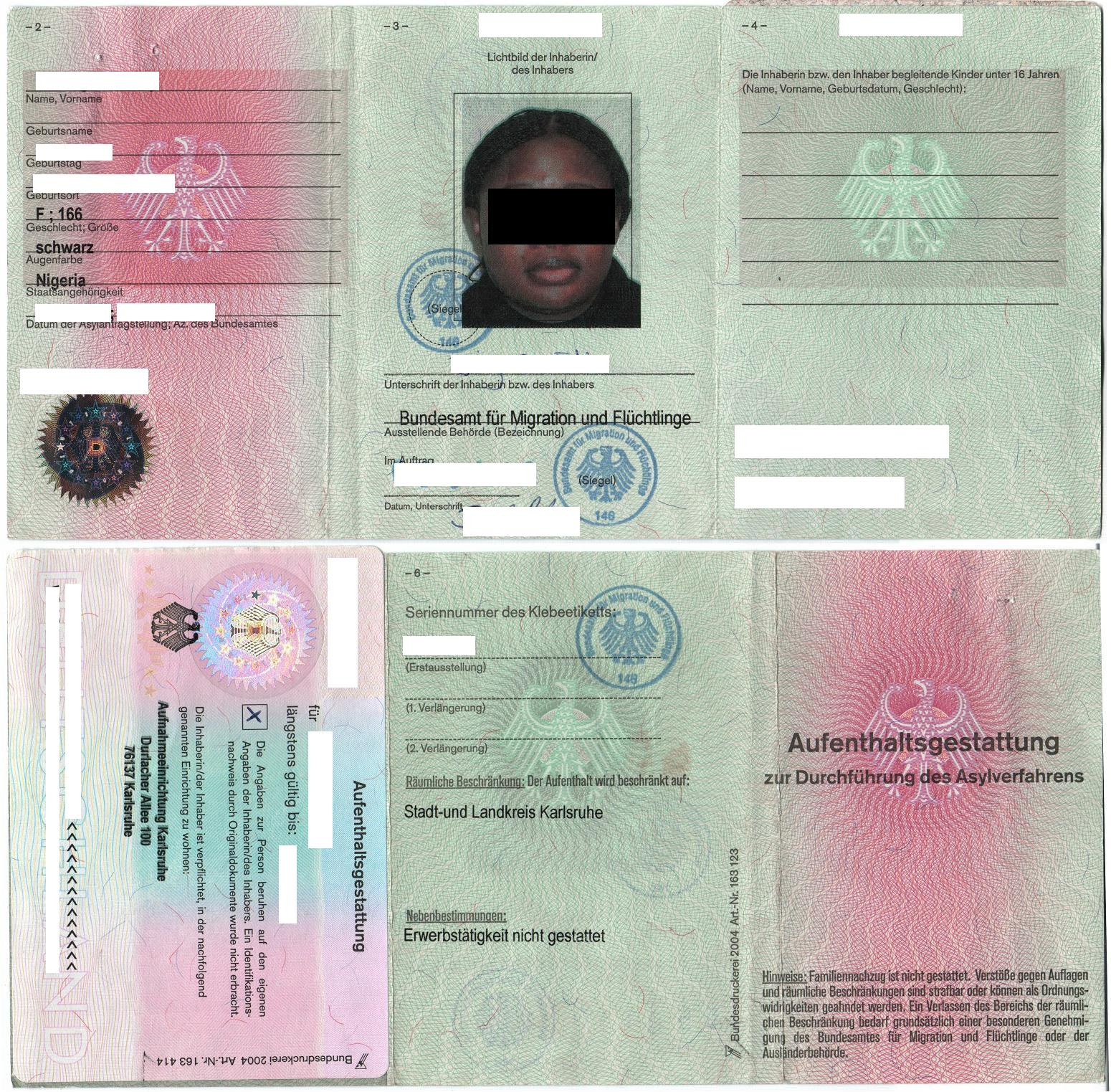
Ausgefüllter Vordruck einer Aufenthaltsgestattung mit Klebeetikett. Personenbezogene Daten sind gelöscht.

Personen, die erstmals einen Antrag stellen (Erstantragsteller), erhalten stets eine Aufenthaltsgestattung, die mit der Erstaufnahme regelmäßig vom Bundesamt für Migration und Flüchtlinge ausgestellt wird. Fällt die Verpflichtung weg, in einer sogenannten Erstaufnahmeeinrichtung zu wohnen, werden die Antragsteller auf die Städte und Landkreise weiterverteilt. Von diesem Zeitpunkt sind die lokalen Ausländerbehörden für Verlängerungen oder Neuausstellungen der Aufenthaltsgestattung zuständig (§ 63 Abs. 3 AsylG).
Stellt jemand ein weiteres Mal einen Antrag (Folgeantragsteller), erhält er erst wieder eine Aufenthaltsgestattung, wenn dieses sogenannte Folgebegehren dem Bundesamt Anlass gibt, ein weiteres Asylverfahren durchzuführen. Andernfalls erhält er nur noch eine Duldung.

## Anrechnung von Voraufenthaltszeiten mit Aufenthaltsgestattung
Die Zeiten, in denen der Asylbewerber eine Aufenthaltsgestattung besitzt, haben nur dann aufenthaltsrechtliche Bedeutung für die Vergangenheit, wenn das Anerkennungsverfahren mit der Anerkennung der Asylberechtigung, der Zuerkennung der Flüchtlingseigenschaft oder des subsidiären Schutzes (§ 31 Abs. 2 AsylG) endet. Andernfalls werden sie als Voraufenthaltszeiten nicht angerechnet (§ 55 Abs. 3 AsylG). Das beruht auf dem Gedanken, dass Asylbewerbern der Aufenthalt ohne Einhaltung der Einreise- und Visavorschriften nur zur Durchführung des Asylverfahrens gestattet ist. Durch Asylantragstellung soll niemand, dessen Asylverfahren erfolglos geblieben ist, in den Genuss von anrechnungsfähigen Voraufenthaltszeiten kommen (z. B. für die Niederlassungserlaubnis oder die spätere Einbürgerung).

## Begrenzter Aufenthaltsbereich
Aufenthaltsgestattungen beschränken den Aufenthalt in der Regel auf den Bezirk der Ausländerbehörde, dem der Asylbewerber zugewiesen ist (§ 56 Abs. 1 AsylG; umgangssprachlich Residenzpflicht genannt). Teilweise darf er sich vorübergehend auch außerhalb dieses Bereichs, jedoch nur im regionalen Umfeld (bei den Flächenländern zumeist im jeweiligen Regierungsbezirk) aufhalten.
Die Aufenthaltsgestattung berechtigt zudem nicht zum Grenzübertritt (§ 64 Abs. 2 AsylG).

## Arbeitsverbot
In § 61 Abs. 2 AsylG ist ein (zeitweiliges) absolutes Arbeitsverbot für Asylsuchende mit Aufenthaltsgestattung festgelegt. Die Dauer dieses Arbeitsverbots wurde zunächst durch Artikel 1 Nr. 45 des Gesetzes zur Umsetzung der Richtlinie 2011/95/EU mit Wirkung zum 6. September 2013 von zwölf auf neun Monate verkürzt, dann durch Artikel 1 Nr. 1 des Gesetzes zur Einstufung weiterer Staaten als sichere Herkunftsstaaten und zur Erleichterung des Arbeitsmarktzugangs für Asylbewerber und geduldete Ausländer mit Wirkung zum 6. November 2014 von neun auf drei Monate verkürzt.
Durch das Asylverfahrensbeschleunigungsgesetz wurde § 61 Abs. 2 AsylG dahingehend geändert, dass Asylbewerber aus sicheren Herkunftsstaaten, die nach dem 31. August 2015 einen Asylantrag stellten, während des Asylverfahrens nicht beschäftigt werden dürfen. Für diese Asylbewerber aus sicheren Herkunftsstaaten besteht das Arbeitsverbot auch dann fort, wenn sie nach einem negativen Asylbescheid eine Duldung erhalten. Allerdings befand das Verwaltungsgericht Freiburg, dass für Personen, deren Asylverfahren bis zum 31. August 2015 zwar nicht schon durch einen Asylantrag, aber immerhin bereits durch ein Asylgesuch in Gang gesetzt wurde, im Einzelfall nach Ermessen zu entscheiden sei.
Auch vor Antreten einer Beschäftigung oder eines Praktikums muss ein Asylbewerber oder Geduldeter stets die Erlaubnis der Ausländerbehörde beantragen. Die Ausländerbehörde wiederum holt gegebenenfalls, je nach Einzelfall, behördenintern die Zustimmung der Bundesagentur für Arbeit ein. Keine Erlaubnis der Ausländerbehörde ist erforderlich, wenn es sich um eine reine Hospitation handelt (der Hospitant sieht sich den Betrieb und die Arbeitsabläufe an, arbeitet aber nicht aktiv mit und erhält keine Vergütung).
Seit dem 6. August 2019 unterliegt die Aufnahme einer Beschäftigung einer Person mit Duldung oder Aufenthaltsgestattung keiner Vorrangprüfung mehr. Zuvor erschwerte die nach Ende des absoluten Arbeitsverbots gemäß § 32 Beschäftigungsverordnung (BeschV) a. F. Beschäftigungsverordnung für die ersten 15 Monate für Asylsuchende und Geduldete geltende Vorrangprüfung nach § 39 AufenthG die Arbeitsaufnahme. Die Regelung wirkte sich in Regionen mit höherer Arbeitslosigkeit de facto als absolutes Arbeitsverbot aus, zumal aufgrund der Residenzpflicht verfügte Wohnsitzauflagen zu beachten waren. Auch über 15 Monate hinaus mussten und müssen Asylbewerber für die ersten 48 Monate ihres Aufenthaltes eine Arbeitserlaubnis beantragen, nach Wegfall der Vorrangprüfung prüft die Arbeitsagentur aber nur noch die Arbeitsbedingungen (korrekte Entlohnung etc.).
Unabhängig davon kann ein Asylbewerber, wie jede andere Person, die im Heimatland eine berufliche Qualifikation erworben hat, auf Basis des Gesetzes zur Verbesserung der Feststellung und Anerkennung im Ausland erworbener Berufsqualifikationen unabhängig vom Aufenthaltsstatus eine Anerkennung seiner beruflichen Qualifikationen beantragen, um so nach Möglichkeit eine Gleichwertigkeitsfeststellung zu erhalten. Sobald das Arbeitsverbot nicht mehr gilt, wird dadurch seine Erfolgsaussicht auf dem Arbeitsmarkt erhöht bzw. bei bundesrechtlich reglementierten Berufen (wie z. B. Krankenpfleger) ein Zugang zum Arbeitsmarkt im betreffenden Beruf ermöglicht. Der Arbeitsmarktzugang für beruflich qualifizierte Asylbewerber ist dabei unter bestimmten Voraussetzungen erleichtert, vgl. § 32 Beschäftigungsverordnung. Dabei zieht eine Gleichwertigkeitsfeststellung nach dem BQFG allerdings keinen Anspruch auf Erteilung eines Aufenthaltstitels nach sich.
Nach § 5 AsylbLG können Asylbewerber bestimmte Arbeiten durchführen und dafür eine Mehraufwandsentschädigung von 0,80 Euro pro Stunde erhalten; u. U. dazu auch verpflichtet werden (siehe: Asylbewerberleistungsgesetz#Arbeitsmöglichkeit). Vor dem Inkrafttreten des Integrationsgesetzes am 6. August 2016 erhielten sie 1,05 Euro pro Stunde. Asylbewerber, die noch nicht in der Zuständigkeit des Jobcenters stehen, können gemeinnützige zusätzliche Arbeit in den Unterkünften, in denen sie wohnen, ausführen – etwa in den Bereichen Hauswirtschaft, Küche und Reinigung, bei der Sprachmittlung oder bei der Betreuung von Kindern und Senioren – und erhalten dafür denselben Betrag pro Stunde.
Geduldete können, sofern nicht ein ausländerrechtliches Arbeitsverbot als „Sanktionsmaßnahme“ (§ 33 BeschV) verhängt wurde, zudem beispielsweise im Bundesfreiwilligendienst tätig werden. Dies gilt auch für Flüchtlinge mit dem Status „Aufenthaltsgestattung“, die sich schon mindestens vier Monate in Deutschland aufhalten. In beiden Fällen ist eine Erlaubnis durch die Ausländerbehörde erforderlich, nicht aber eine zusätzliche Erlaubnis der Bundesagentur für Arbeit. Die Einkünfte werden nach § 7 AsylbLG auf andere Leistungen an den Freiwilligen oder an seine Familienangehörigen angerechnet.
Aber nicht alle anderen Flüchtlinge unterliegen wie Asylbewerber einem Arbeitsverbot: Nach § 23 und § 24 AufenthG aufgenommene Kontingentflüchtlinge dürfen erwerbstätig sein; dies trifft auch auf (anerkannte) Asylberechtigte zu (§ 25 AufenthG Absatz 1). Artikel 26 der Richtlinie 2011/95/EU (Qualifikationsrichtlinie) sieht vor, dass Personen, denen internationaler Schutz zuerkannt worden ist, unmittelbar nach der Anerkennung eine unselbstständige oder selbstständige erwerbstätig sein dürfen. Auch das Völkerrecht sieht die Möglichkeit zu arbeiten vor – nach Artikel 17 der Genfer Flüchtlingskonvention sind Anerkannte Flüchtlinge in Bezug auf die Arbeitsaufnahme nicht schlechter zu stellen als andere Ausländer und sollen darüber hinaus auf jeden Fall arbeiten dürfen, wenn sie mindestens drei Jahre im Land leben, wenn sie einen Ehepartner mit der Staatsbürgerschaft des Aufnahmelandes haben (und diesen nicht verlassen haben) oder wenn sie ein Kind mit der Staatsbürgerschaft des Aufnahmelandes haben.

## Gültigkeit

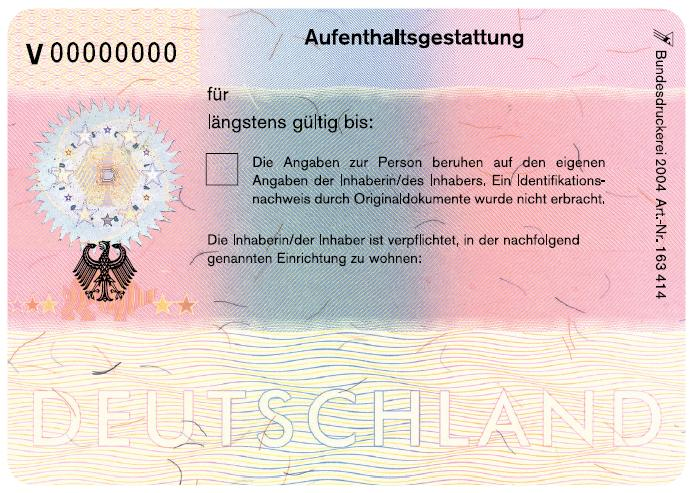
Muster eines Klebeetiketts

Während der Dauer der Verpflichtung, in einer Aufnahmeeinrichtung zu wohnen, wird die Gültigkeit der Aufenthaltsgestattung auf drei Monate, im Übrigen auf sechs Monate befristet (§ 63 Abs. 2 AsylG). Die Gültigkeit wird in das Klebeetikett eingetragen, das in die Aufenthaltsgestattung eingeklebt wird.

## Erlöschen der Aufenthaltsgestattung
Die Aufenthaltsgestattung erlischt in den in § 67 AsylG genannten Fällen und spätestens nach Bestandskraft des Bescheids des Bundesamtes für Migration und Flüchtlinge. Ungültig gewordene Aufenthaltsgestattungen sind grundsätzlich einzuziehen (§ 63 Abs. 4 AsylG).

## Form
Die Aufenthaltsgestattung wird in Papierform als dreiteiliges Blatt erteilt, auf dem auf der fünften Seite ein Klebeetikett mit der aktuellen Gültigkeit aufgetragen wird. Aufenthaltsgestattungen als elektronischer Aufenthaltstitel sind nicht vorgesehen.

## Kosten
Die Ausstellung der Aufenthaltsgestattung ist kostenfrei.